# Piatto di Ardaburio Aspare

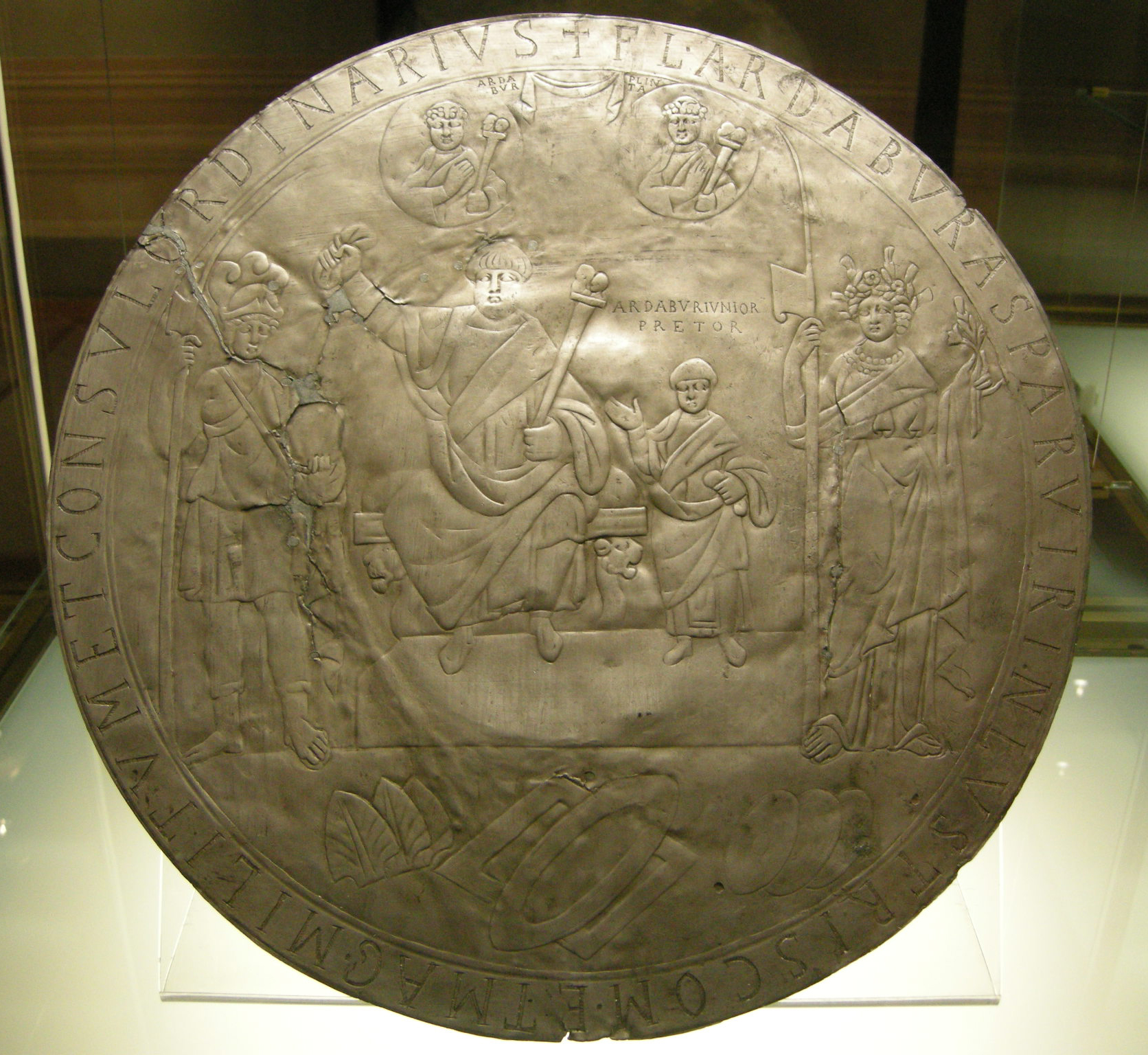
Il piatto di Ardaburio.

Il piatto di Ardabur Aspar è un missorio in argento fuso, datato 434 e conservato nel Museo archeologico nazionale di Firenze (Inv. 2588).
L'opera venne rinvenuta nel 1769 presso il fosso Castione vicino al borgo medievale di Pereta nel comune di Magliano in Toscana (provincia di Grosseto). È un importante reperto, sia per qualità che per luogo di rinvenimento, che testimonia la presenza bizantina durante le guerre gotiche. 
Si tratta di un missorio consolare, che celebra l'elezione a console di Ardaburio Aspare nel 434, decisa da Galla Placidia come premio per le vittorie contro Genserico in Africa.
L'iscrizione intorno al bordo (CIL XI, 2637) recita: 
A fianco dei personaggi ci sono la dea Roma e la dea Flora stanti con in mano delle lunghe aste. 
Ardaburio Aspare ha in mano uno scettro ed alza la "mappa" o fazzoletto che dava il segnale di inizio dei giochi circensi, seduto sulla sella curule, simbolo dei magistrati. Accanto si trova il giovane figlio Ardaburio, indicato come Ardabur Iunior pr(a)etor, vestito come il padre. Ai loro piedi scudi e palme attestano le vittorie conseguite.
Sopra i due sono collocate due imagines clipeatae raffiguranti Ardaburio (padre di Aspare) e Plinta, parente di Aspare.